# Ontario Highway 401
Ontario Highway 401, officielt Macdonald-Cartier Highway eller King's Highway 401, er en motorvej i den canadiske provins Ontario. Den strækker sig 917,9 kilometer fra Windsor til Québec. Den del af Highway 401, der går igennem Toronto, er kendt som nordamerikas mest trafikerede motorvejsstrækning og er en af de bredeste. Sammen med Québec Autoroute 20 er den rygraden i Windsor-Quebec City korridoren, hvor over halvdelen af den canadiske befolkning bor. Hele ON 401 bliver vedligeholdt af Ministry of Transportation of Ontario, og patruljeret af Ontario Provincial Police. Fartgrænsen er 100 km/t på hele vejen.

## Rutebeskrivelse
Highway 401 strækker sig over det sydvestlige, centrale og østlige Ontario. I forventning om fremtidige udvidelser af motorvejen har transportministeriet købt et 91,4 meter bredt stykke af land langs en stor del af vejen. Det er en af verdens mest trafikerede vejstrækninger. En analyse i 2008 kom frem til, at ÅDT (årsdøgnstrafik) mellem Weston Road og ON 400 i Toronto var ca. 450.000 biler. Dette gør det til den mest trafikerede motorvejsstrækning i Nordamerika, foran Santa Monica Freeway i Los Angeles og I-75 i Atlanta. Den er også kendt som den vej med flest lastbiler, da den bærer 60 % af fragten mellem USA og Canada.
Highway 401 har også den mest trafikerede bro i Nordamerika, ved Hogg's Hollow i Toronto. De fire broer har tilsammen en ÅDT på 390.200 i 2010. Highway 401 er en af grundstenene i transporten i Great Lakes-regionen, og fungerer desuden sammen med A 20 i Québec som den primære transportkorridor mellem millionbyerne Toronto og Montreal.

### Sydvestlige Ontario
Highway 401 strækker sig endnu ikke de få resterende kilometer til den amerikansk-canadiske grænse, men en udvidelse til Brighton Beach skal efter planen være færdig i 2015. Her skal New International Trade Crossing (en bro) forbinde Highway 401 med I-75 i Detroit. I øjeblikket (december 2014) starter Highway 401 ved Huron Church Road i Windsor. Ved Dougall Parkway udvider ON 401 til seks spor, drejer mod øst og kører ud af Windsor. Ved Tilbury, efter 40 kilometer, bliver vejen til to spor og drejer mod nordøst, og den kurs holder den indtil Woodstock.
Det sydvestlige Ontario er meget fladt og består primært af landbrug, der har fordel af regionens næringsrige lerjord. Den primære flod i regionen er Thames River, som løber stort set samme rute som ON 401 mellem Tilbury og Woodstock.
På stykket mellem Tilbury og Woodstock kører ON 401 parallelt med små sideveje for at skåne landbrugsjorden mest muligt. Dette meget lige vejstræk er berygtet for at bortlede chaufførernes opmærksomhed fra vejen. Især stykket omkring Tilbury er berygtet, og det er også kendt som Carnage Alley. Highway 401 fletter sammen med ON 402 ved London, og ved samme lejlighed får Highway 401 igen seks spor. Efter at være kørt ud af London fortsætter ON 401 nordøst mod Woodstock i endnu 20 kilometer, og selvom landet ikke er helt så fladt, er vejen meget lige. Stykket oplever ofte kraftige snestorme om vinteren.
Efter at have passeret Woodstock fortsætter ON 401 i nordøstlig retning mod Cambridge og Kitchener. Efter at have passeret disse drejer den mere mod øst og fortsætter mod Milton. På hele stykket fra London er der seks spor.

### Toronto
Highway 401 kører ind i Greater Toronto Area (GTA) ved motorvejskrydset med ON 407. Inden for GTA krydser Highway 401 forbi mange større shoppingcentre, bl.a. Yorkdale Shopping Centre, Scarborough Town Centre og Pickering Town Centre.
Highway 401 bliver bredere omkring Huntario Street, men ved motorvejskrydset med Ontario Highway 403 udvider den sig enormt, og bliver herved til en 18-sporet vej med to adskilte "veje" i hver retning, altså et såkaldt local-express-lane. For at undgå forvirring med skilte bruges grønne skilte til den inderste vej, "express", og blå skilte til den yderste vej, "local", hvorfra afkørslerne også går.
Der er to stræk med local-express-lanes i Toronto. Det ene er 6,6 kilometer langt og forbinder ON 403, ON 410 og ON 427. Her kører Highway 401 bl.a. forbi Toronto B. Lester International Airport, der er Canadas største lufthavn. Stykket er der primært for at lede trafikken mellem ON 403/ON 410 og ON 427. Ved motorvejskrydset med ON 427 snævrer vejen ind til 10 baner. De fem kilometer, hvor der kun er 10 spor, er en traffikal flaskehals, men der er ikke plads til at udvide motorvejen yderligere.
Det andet stykke local-express-lane er 43,7 kilometer langt, starter ved ON 409 og fortsætter til Brock Road i Pickering. Dette stykke har "kun" 12-16 spor. Dette stykke er ofte meget trafikeret, men alligevel bruger over 50% af køretøjerne, der skal til Downtown Toronto, dette stykke.
Øst for Highway 400 ligger "The Basketweave", hvor der er mulighed for at skifte mellem ekspress- og lokalbanerne. Længere mod øst krydser Highway 401 ind i det centrale Toronto, da den krydser West Don River og Younge Street. Derefter krydser den East Don River og mødes derefter i et motorvejskryds med Don Valley Parkway, som giver adgang til Downtown Toronto, og ON 404, som kører til forstæderne mod nord. Længere mod øst kører Highway 401 gennem Scarborough, som primært er et beboelsesområde, og ind Pickering.
I Pickering snævrer vejen ind til ti baner uden local-express-lane. Den forbliver så bred, indtil den kører ind i Ajax, hvor den snævrer yderligere ind til seks baner. Herefter fortsætter Highway 401 mod øst og kører ud af Greater Toronto Area.

### Østlige Ontario
Fra den østlige del af GTA til Cobourg kører Highway 401 gennem en blanding af landbrug og skove. Ved Cobourg snævrer motorvejen ind til 4 spor, og herefter fortsætter Highway 401 i en kompasretning retning. Stykket mellem Cobourg og Trenton er generelt ret bakket. Ved Trenton krydser motorvejen Trent Canal, hvorefter landskabet vender tilbage til det flade landbrugsland. Highway 401 kører gennem Belleville.
Herefter kører Highway 401 østpå i 70 kilometer, før den går ind i Kingston, der er en større by med 123.000 indbyggere. herefter drejer Highway 401 mod nordøst og følger herefter Saint Lawrence-floden indtil den når grænsen til Quebec. Nordøst for Brockville mødes Highway 401 med ON 416, der kører mod Ottawa. Herfra fortsætter Highway 401 mod nordøst i knap 110 kilometer, hvorefter den kører ind i Quebec og bliver til Quebec Autoroute 20.

### Trafik
Ministry of Transportation of Ontario offentliggør hvert år traffikmålinger, der bliver vist som AADT (Annual Average Daily Traffic), der svarer til det danske begreb ÅDT (ÅrsDøgnsTraffik). Tabellen nedenunder viser AADT for forskellige strækninger langs Highway 401, med data fra 1968, 1988 og 2008. 

| Område       | Område  | Windsor                                | London                                      | Woodstock                           | Cambridge              | Mississauga                          | Toronto                   | Oshawa                    | Belleville              | Kingston                                 | Brockville                      | Cornwall                       |
| ------------ | ------- | -------------------------------------- | ------------------------------------------- | ----------------------------------- | ---------------------- | ------------------------------------ | ------------------------- | ------------------------- | ----------------------- | ---------------------------------------- | ------------------------------- | ------------------------------ |
| Sektion      | Sektion | Dougall Parkway – Essex County Road 46 | Highbury Avenue – Veterans Memorial Parkway | Oxford County Road 59 – Highway 403 | Highway 8 – Highway 24 | Mississauga Road – Hurontario Street | Weston Road – Highway 400 | Park Road – Simcoe Street | Highway 62 – Highway 37 | Frontenac County Road 38 – Sydenham Road | Highway 29 – North Augusta Road | Highway 138 – McConnell Avenue |
| Trafik (ÅDT) | 1969    | 9.550                                  | 17.450                                      | 16.700                              | 19.900                 | 28.450                               | 106.850                   | 29.000                    | 13.750                  | 12.000                                   | 10.050                          | 10.300                         |
| Trafik (ÅDT) | 1988    | 13.200                                 | 33.800                                      | 35.100                              | 50.400                 | 97.100                               | 319.600                   | 79.000                    | 22.500                  | 20.700                                   | 15.300                          | 12.900                         |
| Trafik (ÅDT) | 2008    | 16.700                                 | 64.500                                      | 67.100                              | 125.600                | 177.300                              | 442.900                   | 120.700                   | 43.500                  | 45.400                                   | 29.100                          | 18.400                         |